# Équipe d'Algérie féminine de football des moins de 20 ans
Cet article traite de l'équipe féminine. Pour l'équipe masculine, voir Équipe d'Algérie des moins de 20 ans de football.
Maillots
L'équipe d'Algérie féminine de football des moins de 20 ans est constituée par une sélection des meilleures joueuses algériennes de moins de 20 ans sous l'égide de la FAF.

## Palmarès
| Compétitions internationales | Compétitions continentales         | Trophées divers                                    |
| - Coupe du monde - Néant     | - Jeux africains - 4e place : 2019 | - Tournoi UNAF - 2e place : 2023 - 3e place : 2019 |